# Олдерни
Олдерни (англ. Alderney) — один из Нормандских островов, часть коронного владения Британской короны Гернси; имеет свой флаг и герб.

## География
Третий по величине (7,9 км², размеры приблизительно 5х3 км) остров Нормандских островов, расположенный в проливе Ла-Манш на расстоянии 160 км к югу от Великобритании и 32 км к западу от Франции.

Флаг Олдерни

Герб Олдерни

## История
Первые поселения, обнаруженные на острове, относятся к позднему каменному веку.

## Население
Население — 1903 человек (2013). Единственное поселение, занимающее бо́льшую часть острова, — Сент-Анн.

## Финансовая политика

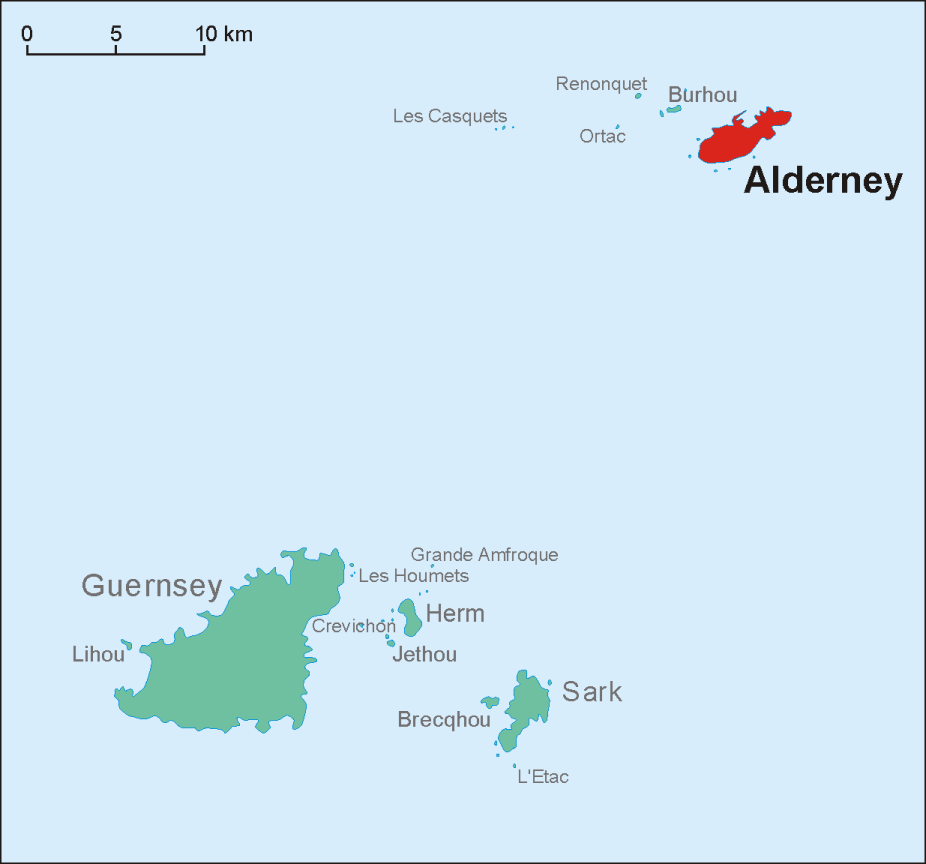
Состав коронного владения Гернси

Остров имеет свою валюту — фунт Олдерни, равный британскому фунту стерлингов. Остров выпускает свои марки и памятные монеты номиналами в 2 и 5 фунтов стерлингов.
В 1973 году Великобритания присоединилась к ЕС, то есть Нормандские острова, Остров Мэн и Гибралтар входили в Евросоюз через членство Соединённого Королевства Великобритании и Северной Ирландии и являлись таможенной территорией ЕС, за исключением Гибралтара, вплоть до выхода Великобритании из ЕС.

## Политика
В Парламент Гернси входят два избранных представителя Олдерни.
Собственный совет Олдерни — Штаты Олдерни (States of Alderney), состоящие из десяти депутатов и председателя. Депутаты штатов избираются прямым голосованием сроком на четыре года; при этом выборы проходят раз в два года, за одни выборы избирается пять депутатов.

## Транспорт
Аэропорт Олдерни обслуживается авиакомпаниями Aurigny Air Services и Blue Islands. Аэропорт связан прямыми авиарейсами всего с двумя другими аэропортами — Гернси и Саутгемптон.
На острове расположена единственная действующая железная дорога Нормандских островов — Железная дорога Олдерни, фактически функционирующая как аттракцион и «живой» музей.